# 西約特蘭公爵卡爾王子
卡尔王子（瑞典語：Prins Carl，1861年2月27日—1951年10月24日），全名奥斯卡·卡尔·威廉（Oscar Carl Wilhelm），为瑞典國王奧斯卡二世与王后拿騷的索菲亞三子，1904年1月21日获挪威狮勳章称号，本来其于瑞典-挪威聯盟解體解散后一度被考虑为挪威国王，不过最后获得此称号为堂外甥哈康七世。
在与丹麥的英格堡公主结婚後，卡尔共育有3女1子，分别是瑪格麗特、瑪塔、阿斯特里德、卡爾·貝爾納多特。

## 紋章
| 作为瑞典与挪威王子，及西约特兰公爵的纹章1861年1905年 | 作为瑞典王子及西约特兰公爵的纹章 1907年后 |